# Diethylchlorthiophosphat
O,O-Diethylchlorthiophosphat ist eine chemische Verbindung aus der Gruppe der Thiophosphorsäureester und organischen Chlorverbindungen.

## Gewinnung und Darstellung
O,O-Diethylchlorthiophosphat kann durch Reaktion von Thiophosphoryltrichlorid mit Ethanol
{\displaystyle \mathrm {PSCl_{3}+2\ C_{2}H_{5}OH\rightarrow (C_{2}H_{5}O)_{2}PSCl+2\ HCl} }
oder durch Reaktion von Phosphorpentasulfid mit Ethanol und anschließende Chlorierung des entstandenen  Zwischenproduktes gewonnen werden.

## Eigenschaften
O,O-Diethylchlorthiophosphat ist eine feuchtigkeitsempfindliche, farblose bis gelbliche Flüssigkeit mit stechendem Geruch, welche sich in Wasser langsam zersetzt. Sie ist löslich in vielen organischen Lösungsmitteln.

## Verwendung
Diethylchlorthiophosphat wird als Zwischenprodukt zur Herstellung von Insektiziden wie Chlorpyrifos, Coumaphos, Diazinon, Parathion, Phoxim und Triazophos verwendet.

## Sicherheitshinweise
Die Dämpfe von O,O-Diethylchlorthiophosphat können mit Luft ein explosionsfähiges Gemisch (Flammpunkt 97 °C) bilden.